# Przespolew Kościelny
Przespolew Kościelny – wieś w Polsce położona w województwie wielkopolskim, w powiecie kaliskim, w gminie Ceków-Kolonia.
| SIMC    | Nazwa  | Rodzaj    |
| ------- | ------ | --------- |
| 0195481 | Huta   | część wsi |
| 0195498 | Świdle | część wsi |

W latach 1975–1998 miejscowość administracyjnie należała do województwa kaliskiego.